# Ligne continentale de partage des eaux d'Amérique du Nord
- Partage des eaux laurentien.

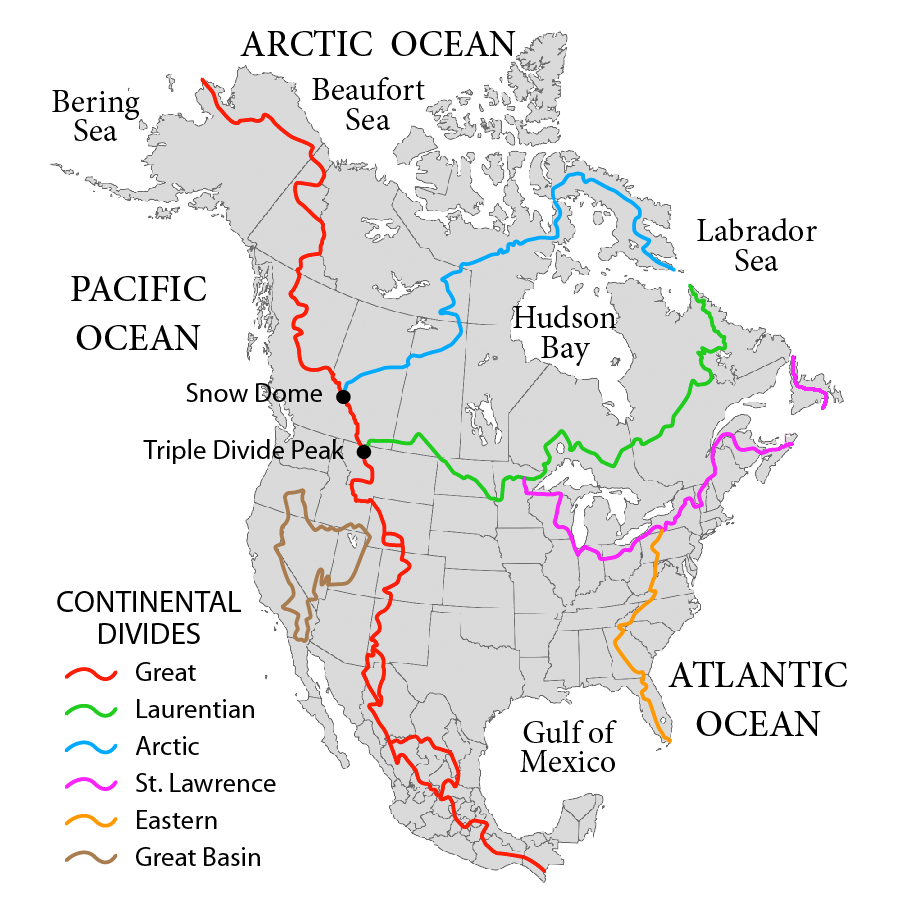
Lignes continentales de partage des eaux.
Partage des eaux laurentien.

Dans une vue simplifiée, la ligne continentale de partage des eaux est la limite entre les différentes zones colorées

La ligne continentale de partage des eaux (en anglais : Continental Divide ou Great Divide) est la portion nord-américaine de la ligne de partage des eaux entre d'une part le bassin versant de l'océan Pacifique et d'autre part ceux des océans Arctique et Atlantique, y compris le golfe du Mexique. Cette ligne de partage des eaux est marquée par une succession de crêtes situées dans les chaînes côtières du Pacifique et les montagnes Rocheuses.

## Tracé
Le Continental Divide commence au cap Prince-de-Galles en Alaska, suit un axe nord-est-est à travers le nord de l'état jusqu'au Territoire canadien du Yukon, il prend la direction du sud où il marque la séparation entre les provinces canadiennes de Colombie-Britannique et de l'Alberta. Par la suite, il traverse le Montana (marquant un temps la frontière avec l'Idaho), le Wyoming, le Colorado et le Nouveau-Mexique; puis se poursuit au Mexique le long de la crête de la Sierra Madre occidentale au travers des États du Chihuahua, Durango, Zacatecas, Aguascalientes, Jalisco, Guanajuato, Mexico et le district fédéral, Morelos, Puebla, Oaxaca et Chiapas puis au travers du sud du Guatemala, sud-ouest du Honduras et ouest du Nicaragua et du Panama

## Tourisme
En novembre 1978 le Continental Divide Trail a été désigné un National Scenic Trail (chemins de randonnées paysages créés par une loi du Congrès américain) du National Trails System.

## Référence
- (en) Cet article est partiellement ou en totalité issu de l’article de Wikipédia en anglais intitulé « Continental Divide of the Northern Americas » (voir la liste des auteurs).